# III. Vszevolod vlagyimiri nagyfejedelem
III. Nagyfészkű Vszevolod (oroszul: Все́волод III Ю́рьевич Большо́е Гнездо́, Vszévolod Trétyij Júrjevics Bolsóje Gnyezdó) (Dmitrov, 1154 – Vlagyimir, 1212. április 12.) vlagyimiri nagyfejedelem 1176-től 1212-ig. Vlagyimir városa uralkodása alatt élte a fénykorát.

## Élete
I. György kijevi nagyfejedelem tizedik vagy tizenegyedik gyermekeként született, apja Vszevolod születését megünnepelve alapította Dmitrov városát a születése helyén. Nyikolaj Mihajlovics Karamzin orosz történetíró Vszevolod édesanyját, Helénét görög hercegnőként azonosítja, mivel férje halála után Vszevolodot Konstantinápolyba vitte.
1170-ben a Bizánci Birodalomból hazatérőben Vszevolod állítólag meglátogatta Tbiliszit. A krónikák feljegyezték, hogy a grúz király fogadta őt és összeházasította egyik rokonával, egy oszét hercegnővel. 1173-ban két szmolenszki herceg elfoglalta Kijevet, és Vszevolodot emelték a trónra. 1176-ban testvére, I. Mihály vlagyimiri nagyfejedelem halála után pedig Vszevolod lett Vlagyimir nagyfejedelme.